# 萌えおこし
萌えおこし（もえおこし）は、美少女キャラクターを前面に押し出した地域おこしの手法。萌え起こし、あるいは萌え興しと表記される場合もある。
派生例の美男子（美少年）キャラクター、参考として発展例のバーチャルYouTuber（ご当地バーチャルYouTuber）を採用する方法も取り上げる。

## 概要

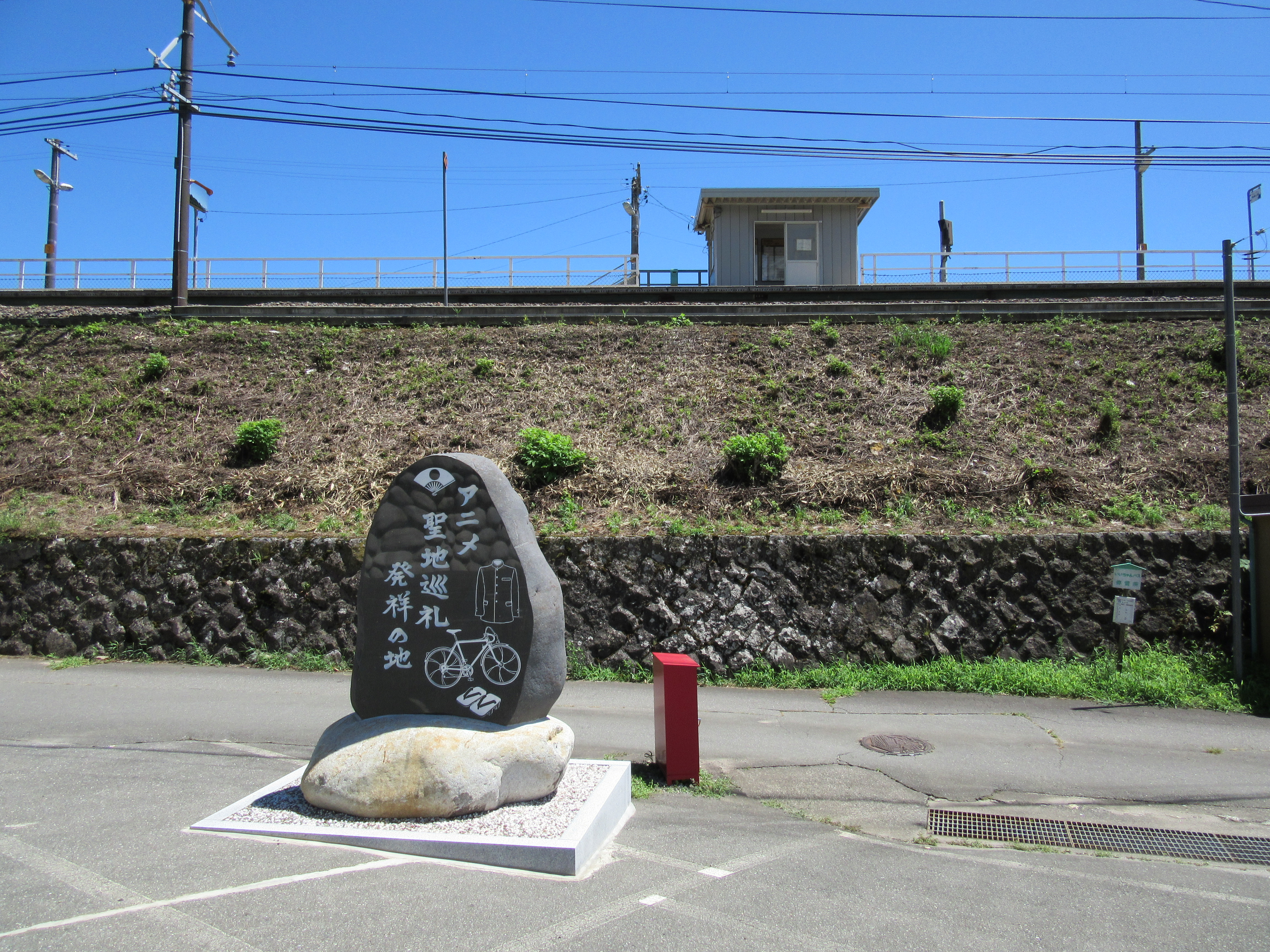
田切駅と聖地巡礼発祥碑（2018年）

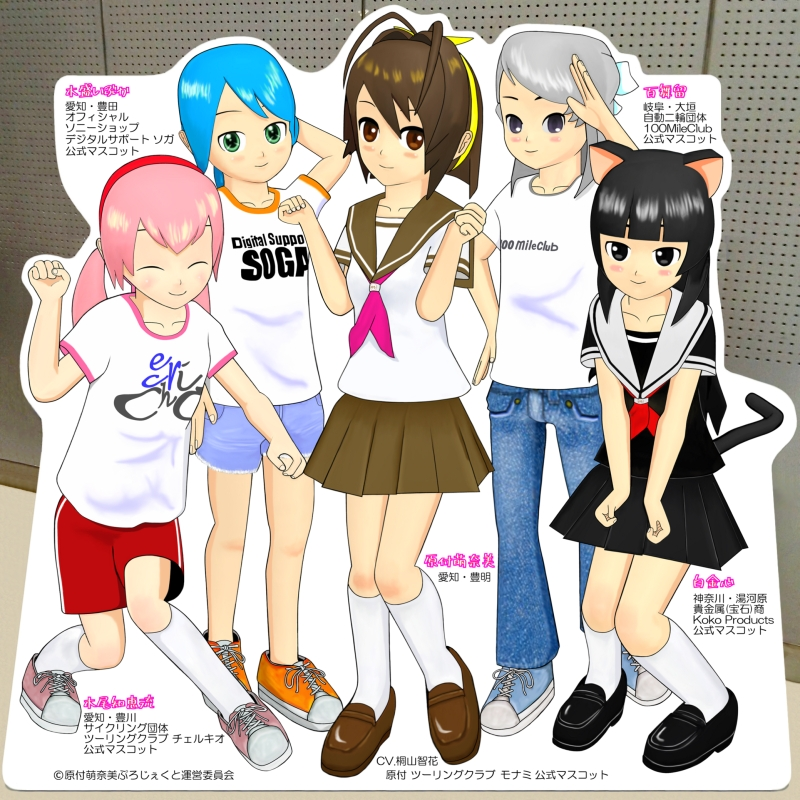
ご当地萌えキャラクター、原付萌奈美と姉妹キャラクターの等身大パネル

1991年制作のOVA（オリジナル・ビデオ・アニメーション）「究極超人あ〜る（原作・ゆうきまさみ）」のヒットによってファンがJR東海・飯田線を利用し、舞台となった長野県上伊那郡飯島町の同線田切駅を訪れたことがアニメ聖地巡礼のきっかけとされる。
続いて2002年制作のWOWOWのアニメ「おねがい☆ティーチャー、おねがい☆ツインズ」のヒットにより長野県大町市の木崎湖などで同様の現象が起きた。
2000年代の半ばから漫画やテレビアニメの舞台となった地域をその作品のファンが巡礼する現象が普通に見られると共に、その経済効果が宣伝されるようになった。特に、美水かがみの4コマ漫画を原作とするテレビアニメ『らき☆すた』の大ヒットに伴う埼玉県北葛飾郡鷲宮町（現在の久喜市鷲宮）への巡礼に着目した地元商工会主導の様々な企画は作品のファンと地元住民の双方に受け入れられ、鷲宮神社の初詣参拝者数が急増したことなど顕著な経済効果が報告されている。
これに対し、企画段階では特に萌えが意識されたわけではなかったものの、自治体などのマスコットがインターネット上のコミュニティで人気が出てキャラクター商品が作られる現象も見られる。代表的な例としては、1997年創作佐賀県佐賀郡大和町の職員がデザインした「まほろちゃん」が挙げられ、大和町が2005年に周辺の町村と共に佐賀市と合併して以降は佐賀市のキッズページで引き続き起用されている。また、2009年3月に肥前国庁跡資料館でオリジナルのしおりを配布したところ関東地方からもファンが訪れ、前年の同月比3倍の来館者を記録した。
また、前記の『らき☆すた』や「まほろちゃん」と異なり、自治体が意図的に萌えキャラクターとしてマスコットを製作した例として、栃木県足利市の「あしかがひめたま」、京都府精華町の「京町セイカ」が上げられる。
これらの経済効果に関する報告が相次いだ結果、近年では企画段階から萌えを全面に押し出しつつその地域の特産品や観光名所・行事などに由来する特徴を織り込んだキャラクターデザインやイベントも見られるようになっている。代表例としてはNHK『クローズアップ現代』の2009年12月2日放送分でも特集された伝統行事・西馬音内盆踊りを題材に2006年よりイラストを公募している「かがり美少女イラストコンテスト」に端を発する秋田県雄勝郡羽後町の事例が挙げられる。

### 特性
キャラクターによる地域おこしの主流派の「ゆるキャラ」は着ぐるみによる表現がメインになるため物理的に行動範囲が限られ、結果として地域密着になりがちである。一方、萌えおこしに利用される「萌えキャラ」はイラストによる表現であるために、情報通信（インターネット<電子掲示板→SNS>）を通じて広がる特性がある。地域よりも地域外が盛り上がり、地域への効果が波及する傾向である。たとえば京町セイカのクラウドファンディング参加は97%は地域外からであった。ふるさと納税制度の都合上、特産品など他の地域に売り込める商品・サービスが少ない地域にとってまずは地域外の人に知っていただく地域プロモーション「萌えおこし」は救いである。
キャラクターの維持費がかかりにくいのも利点である。この節での主な比較対象の「ゆるキャラ」の維持は年間100万円を超える（財務省調査）。よって人気が出なかった場合は地方財政に重い負担を強いられる。自治体の事例ではないが参考までに財務省の2014年度予算執行調査によると、国（独立行政法人）の事例では28機関で作製された着ぐるみの平均単価は約59万円。中には1体で133万円を支出した機関もあった。年間稼働日数（2013年度）は平均で僅か19日だった。作製コストだけでなく、イベントで使用した後はクリーニングにかけるなど、維持管理にもかなりのコストがかかるという。2014年の財務省の資料を基にニュースサイトのJ-CASTが計算したところ、維持費用の合計は年間約2,833万円であった。新型コロナウイルス交付金（新型コロナウイルス感染症対応地方創生臨時交付金）は原則として使途に制限はないとされ、自由度が高く活用が可能な制度とされたが、ゆるキャラ着ぐるみ代の支出はコロナとの関連が見えないなどといった批判が出た。
ただ、2016年時点の自治体の反応は、例えば京町セイカの運営元の京都府精華町に他の自治体の議会議員が参考程度に問い合わせてくる程度などと、どちらかといえば慎重な態度である。大阪府が2021年3月に発表した「男女共同参画社会の実現をめざす表現ガイドライン」にて「萌えキャラ」を利用した広報の炎上への注意喚起がネット上で炎上している。
2015年、公益財団法人東京市町村自治調査会の調査報告書によると、公営は「ゆるキャラ」が85.5%、「ご当地ヒーロー」が0.9%、「萌えキャラ（美少女キャラクター）」は0.7%で、民営は「ゆるキャラ」が77.2%、「ご当地ヒーロー」が11.4%、「萌えキャラ（美少女キャラクター）」は3.0%と両者ともゆるキャラが多いが、民営はそれ以外の比率が高くなる。
萌えキャラベースの人気作品「デ・ジ・キャラット」の作者でイラストレーターのこげどんぼ*は、2021年の報道番組にて「『萌え』という言葉は30年近く経つ古い言葉」とし、「（当時は）今でいう“推し“という感じで使っていた」「（言葉を使う人の）多くが男性であったために、二次元（イラストベース）のものに性的なものを感じて騒いでいるんじゃないかという偏見、蔑視も出てきた」、一方「ゆるキャラの場合は分かりやすくかわいいので、子どもからお年寄りまで愛される（利点がある）」と語る。
2010年3月に茨城県水戸市では、同人誌即売会「コミケットスペシャル5in水戸」が開催されたものの、当時地元民が「萌えおこし」について理解できず定着しなかったこともある。

### キャラクターの特徴
美少女キャラクター、いわゆる萌えキャラクターの顔は目や輪郭のバランスが美しく整っているという傾向がある。かといって美人顔でなく子どもぽい顔である。

### 表現・運営手法の発展

#### 公式コスプレイヤー
2014年11月に全国からキャラクターとその運営者が集まって開催された第1回自称萌えキャラ学会（キャラサミ）で会場にキャラクターに扮するコスプレイヤーもいたことから、運営者の中にはキャラクター自身の発信力を高める目的で公式コスプレイヤーの募集検討がされた。たとえば、学会開催の前年になるが富山県高岡市のあみたん娘は2013年3月より公式コスプレイヤーによる活動も行っている。公式コスプレイヤーによって、コミュニケーションのしやすさ、男性をターゲットとした取組み等、着ぐるみとは異なるプロモーションが進められている。
公式コスプレイヤーを務めた者で著名人にはあみたん娘2014公式コスプレイヤー・カノン役の空野青空（元・でんぱ組.inc所属。当時はビエノロッシ所属）がいる。

#### クラウドファンディング
クラウドファンディングを活用して資金調達をする事例もある。例えば2013年に東北応援キャラの東北ずん子がボーカロイドソフト作成の資金調達に成功し、翌2014年に発売が実現した。

### 派生・発展

#### 女性向けマーケッティング
主に男性を対象としたマーケティング手法であった萌えおこしの成功事例を受けて、女性向けに美男子（美少年）のキャラクターを前面に押し出すマーケティング手法も登場している。かも有機米（新潟県加茂市）が「歴女」人気を当て込んで2009年に発売した「〜愛の米〜 新潟県産こしひかり」は『戦国BASARA2』の漫画化などで知られる同県出身の漫画家・久織ちまきのイラストで同年のNHK大河ドラマ『天地人』の主人公である戦国武将・直江兼続を描いたところ、好調な売上を記録したが購入者の大半は当初の予想とは異なり首都圏の男性が中心であったとされる。
また、2010年3月に茨城県水戸市で開催された「コミケットスペシャルin水戸」では、イベント開催に合わせて地元企業より「純愛つくば 〜愛のスイーツ〜」（亀じるし）や「黄門ろまんクッキー」（きね八）に代表される美男子キャラクターを起用した商品も発売された。

#### ご当地VTuber
（参考）ご当地バーチャルYouTuber。「ゆるキャラ」や本項目でメインに取り上げる「萌えキャラ等（萌えおこし）」の流れを組みつつ、2016年（平成28年）12月にキズナアイが成立させたYouTubeの配信ジャンル「バーチャルYouTuber（VTuber）」をベースに特定の地域に根差して活動するYouTubeの活動ジャンル、またはこのジャンルで活動を行うバーチャルYouTuber（VTuber）。「地域振興系バーチャルYouTuber」ともよばれ、地元メディアや地場産業と協業し、独自の文化圏を創生しはじめている。

## 課題
キャラクターデザインの課題
世間一般の美少女、美男子（美少年）コンテンツに対する偏見は根強く、クリエイター側も広く公開される意識が薄い。両者の認識のズレが反発を招き失敗につながるケースがある。批判の大半は「性表現の問題」だとしている。代表例として2015年の三重県志摩市の公認を取り消された碧志摩メグ、2017年の鉄道むすめの駅乃みちか（東京メトロ）のデザイン修正などが挙げられる。
佐倉智美によると、「碧志摩メグ」の場合は『ボーイフレンド募集中』とのキャラクター設定も異性愛規範を強化すると批判されたという。このことを受けて前之園和喜は（美少女キャラクターの広告採用は）性的な見た目以外にも批判される要素があり、それらを避けなければ炎上しかねないとする。
中村泰之は、興味がない人に対して誤解を招かないようなキャラクターデザインが求められるが、2019年現在、一般に公開しても問題が起きにくいキャラクターデザイン手法の研究は少ないとする。
そのような中、2021年には「温泉むすめ」のキャラクターデザインが性的だなどとインターネット上で炎上した。キャラクターの一部のプロフィールについて、「他の温泉むすめのスカートをめくりたがる」「夜這いを待っていて寝不足気味」「肉感もありセクシー」などの箇所が、女性差別的だと批判を受ける。
企画運営元の課題
基本的に地元有志や中小企業が企画運営を行っているため、優れたデザイン制作や広報が難しい課題がある。
マーケッティングの課題
企業側のキャンペーンに戦略的なマーケティング臭を感じると、反発する層もあってうまくいかないこともある。

## 年表
前史
- 1991年（平成3年） - （参考、聖地巡礼）OVA（オリジナル・ビデオ・アニメーション）「究極超人あ～る」制作。JR飯田線田切駅の聖地巡礼

インターネット掲示板世代
- 1997年（平成9年） - まほろちゃん創作（佐賀県大和町）
- 2002年（平成14年） - （参考、聖地巡礼）WOWOW放映アニメ「おねがい☆ティーチャー」制作。長野県大町市の木崎湖など聖地巡礼
- 2004年（平成16年）1月 - びんちょうタン指定
- 2005年（平成17年）
  - 月日不詳 - やまじシスターズ誕生
  - 11月 - 鉄道むすめコレクションフィギュアシリーズ発売
  - 12月1日 - （参考）新語・流行語大賞2005にて語源のひとつの「萌え～」（受賞者は完全メイド宣言<秋葉原のメイドさんグループ>）がトップテンに選出される[35][36]

アニメ聖地巡礼経済効果評価世代
- 2007年（平成19年）
  - 2月 - からす天狗うじゅ発表
  - 4月 - アニメ「らき☆すた」放映開始
- 2009年（平成21年）
  - 1月 - 知多みるく（知多娘）誕生
  - 5月1日 - 萌えっ子フリーきっぷ（沿岸バス）発売
  - 5月（日付不詳） - 了法寺（東京都八王子市）萌えキャライラスト看板設置
- 2010年（平成22年）
  - 7月1日 - あしかがひめたま発表
  - 7月28日 - じゅれみっくす誕生
  - 11月19日 - リトルベリーズ発表
- 2011年（平成23年）
  - 2月13日 - 文化の妖精ぽぷかる発表
  - 6月26日 - 第1回ご当地萌えキャラまつり開催（群馬県館林市）[37]
  - 8月28日 - 小峰シロ発表
  - 10月27日 - 東北ずん子提供開始
- 2012年（平成24年）
  - 2月23日 - 桜織発表
  - 2月24日 - あみたん娘発表
  - 6月5日 - 諏訪姫指定
  - 8月 - 壬生三姉妹発表
  - 10月13日から14日 - 地域キャラクター観光物産展in秋葉原「Moe1グランプリ」開催[38]
- 2013年（平成25年）
  - 3月 -　あみたん娘、公式コスプレイヤーを投入
  - 4月7日 - 全国萌えキャラフェスティバル開催（岐阜県大垣市、「元気ハツラツ市」内イベント）[39]
  - 7月5日 - 京町セイカ発表
  - 9月21日から23日 - KOBEぽっぷカルチャーフェスティバル開催（兵庫県神戸市）[40]
- 2014年（平成26年）
  - 4月6日 - 全国萌えキャラフェスティバル2014開催（岐阜県大垣市）[41]
  - 日付不詳 - 高捷少女（台湾高雄市）登場
  - 6月26日 - ステーションメモリーズ！コロプラ版リリース
  - 8月8日 - 萌えキャラ学会（通称・キャラサミ）設立
  - 11月24日 - 第1回自称萌えキャラ学会開催（東京都）[42]
  - 12月28日から30日 - キャラサミ冬の陣開催（東京都、主催：萌えキャラ学会）[43]

炎上騒動世代
- 2015年（平成27年）
  - 日付不詳 - 碧志摩メグ炎上
  - 3月3日 - 清水みぽん発表
  - 4月6日 - 全国萌えキャラフェスティバル2015開催（岐阜県大垣市）[43]
  - 6月29日 - サブカルタイム☆さっぽろ開催（主催：萌えキャラ学会、札幌ねっとてれびほか）[43]
  - 11月15日 - せいか祭りのイベントSEIKAサブカルフェスタ2015内キャラサミ in SEIKA開催（京都府精華町）[43]
- 2016年（平成28年）
  - 2月 - 府城少女（台湾台南市）発表
  - 4月 - 全国萌えキャラフェスティバル2016開催（岐阜県大垣市）開催[44]
  - 8月31日 - 萌えキャラグランプリ2016開催[45]
  - 11月 - 温泉むすめ、プロジェクトスタート[46]
  - 11月20日 - せいか祭りのイベントSEIKAサブカルフェスタ2016内キャラサミ in SEIKA開催（京都府精華町）[43]
  - 12月 - （参考）バーチャルYouTuber キズナアイ デビュー
- 2017年（平成29年）
  - 日付不詳 - 鉄道むすめ・駅乃みちか炎上
  - 5月20日 - 原付萌奈美ご当地キャラクター活動開始
  - 11月19日 - せいか祭りのイベントSEIKAサブカルフェスタ2017内にてキャラサミ in SEIKAを開催（京都府精華町）[47]
- 2018年（平成30年）
  - 7月 - 第1回ご当地応援萌えキャラグランプリ開催[48]
  - 8月3日 - （参考）茨城県が公認バーチャルYouTuberとして茨ひよりをデビューさせる（ご当地バーチャルYouTuber）[49]
  - 11月18日 - せいか祭りのイベントSEIKAサブカルフェスタ2018内にてキャラサミ in SEIKAを開催（京都府精華町） [47]

ご当地バーチャルYouTuber（ご当地VTuber）の登場
- 2019年（令和元年）
  - 7月から8月 - ご当地応援萌えキャラグランプリ2019開催[50]
  - 11月17日 - せいか祭りのイベントSEIKAサブカルフェスタ2019内にてキャラサミ in SEIKAを開催（京都府精華町）[47]
- 2020年（令和2年）4月 - （参考）戸定梨香（ご当地バーチャルYouTuber）デビュー[51]
- 2021年（令和3年）
  - 11月15日[52] - 温泉むすめ炎上
  - 11月21日 - SEIKAサブカルフェスタ2021内にてキャラサミ in SEIKAを開催（京都府精華町）[53]
- 2025年（令和7年）2月1日から2日 - （参考） 初のご当地VTuber関連リアルイベント「ご当地VTuberサミット」開催（静岡県静岡市清水区）[54]

## 萌えおこしの一覧
ここではオリジナルキャラクターの事例を中心に挙げる。漫画・アニメ等の舞台となった地域については聖地と呼ばれる代表地の例を参照。なお、企画段階では特に萌えが意識されていた訳ではなく、結果的に「萌えおこし」として受容された事例も含むが、特に区別は設けない。
一覧の表記は、商品名または名前「備考」（運営団体または店舗名/種類）とし（表記がない項目は不明）、項目があるキャラクターや研究論文等で記述があるもののみ列挙する。
北海道
- 萌えっ子フリーきっぷ（沿岸バス/特別企画乗車券）
- リトルベリーズ（HAS Project/果実）

東北
- 東北地方全般
  - 東北ずん子（SSS LLC./アプリ）[33]
- 秋田県
  - 萌え米（JAうご/米）
  - おばこ娘（JA秋田おばこ/マスコット）
  - 黄桜すい（由利本荘市東由利地区/地域活性化）[33]
- 福島県
  - 小峰シロ（白河市観光物産協会/文具）
  - 山本八重（合同会社アレック、花春酒造/酒他）

関東
- 茨城県
  - ガールズ&パンツァー（大洗町・茨城空港）
- 栃木県
  - あしかがひめたま（足利ひめたま製作委員会/観光PR）
  - 壬生三姉妹（壬生町・おもちゃのまち）
- 群馬県
  - MenkoiガールズイラストVer自販機（館林市商工会議所）
- 千葉県
  - ふさおとめ（千葉県農林総合研究センター/米）
- 埼玉県
  - らき☆すた（久喜市商工会議所）
  - けものフレンズ（東武動物公園）
  - ヤマノススメ（飯能市）
- 東京都
  - ご注文はうさぎですか?（アトレ秋葉原）

甲信越
- 山梨県
  - 桜織（桜織プロジェクト/富士吉田市）
- 長野県
  - 諏訪姫（ピーエムオフィスエー/諏訪市）

東海
- 静岡県
  - 清水みぽん（静岡もえしょくプロジェクト/株式会社エスクリエイト）
  - 焼津海音「焼津うめぇもん市場マスコットガール」（焼津商工会議所）[55]
  - ラブプラス（熱海市）[56]
  - ラブライブ!サンシャイン!!（沼津市）
  - ぽんこつポン子（沼津市戸田）
- 愛知県
  - 原付萌奈美（原付萌奈美ぷろじぇくと運営委員会/総合情報通信技術研究機関 ADS）
  - 文化の妖精ぽぷかる（愛知ぽぷかる制作委員会/愛知県/中日新聞）
  - 知多娘（特定非営利活動法人エンド・ゴール/その他）
- 岐阜県
  - 大垣きゅん物語（スタジオアリオン）
- 富山県
  - あみたん娘（たかおか観光戦略ネットワーク「TR@P」実行委員会/高岡市観光大使）[57]

関西
- 京都府
  - 京町セイカ（精華町/自治体）[33]
  - からす天狗うじゅ（太秦戦国祭り/イベント）
- 和歌山県
  - びんちょうタン（みなべ川森林組合）[58]
  - やまじシスターズ（小原久吉商店/醤油他）

中国
- 岡山県
  - じゅれみっくす（瀬戸農産物加工企業組合/菓子）

九州
- 佐賀県
  - まほろちゃん（旧・大和町→現・佐賀市/自治体）

海外
- 台湾
  - 高雄市 - 高捷少女（高雄捷運公司/IC乗車カード）
  - 屏東県東港鎮 - 東津萌米 穂姫（台湾区稲作協会）
  - 台南市 - 府城少女（台南市政府/台南市府城社区文創発展協会）[59]

## 関連イベント
- ご当地萌えキャラまつり（のち「とちてれ★アニメフェスタ!」と共催化）：群馬県[37]・栃木県[60]
- 地域キャラクター観光物産展in秋葉原「Moe1グランプリ」：東京都千代田区[61][38]
- KOBEぽっぷカルチャーフェスティバル（のちのKOBEぽっぷカルチャーセッション）：兵庫県神戸市
- 「元気ハツラツ市（現・まちなかスクエアガーデン）」内 - 全国萌えキャラフェスティバル：岐阜県大垣市[39]
- SEIKAサブカルフェスタ：京都府精華町。初回は2015年[10][62]
- 萌えキャラグランプリ2016[45]
- ご当地応援萌えキャラグランプリ[48] - ミラクリエ主催による人気投票[50]。この頁では参考扱いであるが、2019年よりご当地バーチャルYouTuber（ご当地VTuber）も参加が可能となった[63]

### 界隈周辺の関連イベント
- ご当地VTuberサミット - 静岡県静岡市清水区。ご当地バーチャルYouTuber関連[54]

## 主なクリエイター
デザイン
- 玖珂つかさ - イラストレーター。やまじシスターズ、萌えみのり（萌え米キャラクター）を手掛ける
- 東城みな - イラストレーター。黄桜すいプロジェクトを手掛ける
- みぶなつき - イラストレーター。壬生三姉妹を手掛ける
- 松原秀典 - アニメーター、キャラクターデザイナー、イラストレーター。元・ガイナックス所属、現所属はカラー。あみたん娘を手掛ける

キャスト
- 相葉ゆきこ - 声優。黄桜すいプロジェクトの黄桜すい役
- 岡本理絵 - 声優。黄桜すいプロジェクトの御殿鞠あやめ役
- 小栗さくら - 歌手、声優。諏訪姫役
- 佐藤聡美 - 声優。東北ずん子役、大垣きゅん物語の南若森梨子役
- 空野青空 - アイドル。元でんぱ組.inc、ARCANA PROJECT所属。当時はビエノロッシ所属。公式コスプレイヤーとして参加。あみたん娘2014年カノン役
- 高森奈津美 - 声優。桜織役
- 立花理香 - 声優。京町セイカ役
- 野中藍 - 声優。びんちょうタン役
- み〜こ - 歌手・声優。からす天狗うじゅ